# Jonathan Iglesias
Jonathan Damián Iglesias Abreu, noto semplicemente come Jonathan Iglesias (Montevideo, 17 dicembre 1988), è un calciatore uruguaiano, centrocampista attualmente svincolato.

## Caratteristiche tecniche
È un centrocampista offensivo.

## Statistiche
Statistiche aggiornate al 20 agosto 2021.

### Presenze e reti nei club
| Stagione        | Squadra           | Campionato      | Campionato | Campionato | Coppe nazionali | Coppe nazionali | Coppe nazionali | Coppe continentali | Coppe continentali | Coppe continentali | Altre coppe | Altre coppe | Altre coppe | Totale | Totale | Totale |
| Stagione        | Squadra           | Comp            | Pres       | Reti       | Comp            | Pres            | Reti            | Comp               | Pres               | Reti               | Comp        | Pres        | Reti        | Pres   | Reti   |        |
| --------------- | ----------------- | --------------- | ---------- | ---------- | --------------- | --------------- | --------------- | ------------------ | ------------------ | ------------------ | ----------- | ----------- | ----------- | ------ | ------ | ------ |
| 2010-2011       | Racing Montevideo | PD              | 7          | 0          |                 | -               | -               |                    | -                  | -                  |             | -           | -           | 7      | 0      |        |
| 2011-2012       | Rentistas         | PD              | 29         | 1          |                 | -               | -               |                    | -                  | -                  |             | -           | -           | 29     | 1      |        |
| 2012-2013       | El Tanque Sisley  | PD              | 20         | 1          |                 | -               | -               | CS                 | 1                  | 0                  |             | -           | -           | 21     | 1      |        |
| 2013-2014       | El Tanque Sisley  | PD              | 29         | 4          |                 | -               | -               |                    | -                  | -                  |             | -           | -           | 29     | 4      |        |
| 2014-2015       | Nancy             | L2              | 33         | 0          | CF+CdL          | 2+2             | 0               |                    | -                  | -                  |             | -           | -           | 37     | 0      |        |
| 2015-2016       | Nancy             | L2              | 19         | 0          | CF+CdL          | 1+1             | 0               |                    | -                  | -                  |             | -           | -           | 21     | 0      |        |
| 2015-2016       | Nancy 2           | CFA2            | 3          | 0          |                 | -               | -               |                    | -                  | -                  |             | -           | -           | 3      | 0      |        |
| 2016-2017       | Clermont Foot     | L2              | 16         | 1          | CF+CdL          | 0               | 0               |                    | -                  | -                  |             | -           | -           | 16     | 1      |        |
| 2017-2018       | Clermont Foot     | L2              | 34         | 2          | CF+CdL          | 1+1             | 0               |                    | -                  | -                  |             | -           | -           | 36     | 2      |        |
| 2018-2019       | Clermont Foot     | L2              | 33         | 4          | CF+CdL          | 3+2             | 1+0             |                    | -                  | -                  |             | -           | -           | 38     | 5      |        |
| 2019-2020       | Clermont Foot     | L2              | 28         | 1          | CF+CdL          | 1+1             | 0               |                    | -                  | -                  |             | -           | -           | 30     | 1      |        |
| 2020-2021       | Clermont Foot     | L2              | 36         | 2          | CF              | 1               | 0               |                    | -                  | -                  |             | -           | -           | 37     | 2      |        |
| 2021-2022       | Clermont Foot     | L1              | 2          | 0          | CF              | 0               | 0               |                    | -                  | -                  |             | -           | -           | 2      | 0      |        |
| Totale carriera | Totale carriera   | Totale carriera | 289        | 18         |                 | 16              | 1               |                    | 1                  | 0                  |             | -           | -           | 306    | 19     |        |